# Ministerio de Salud (Perú)
El Ministerio de Salud del Perú o Minsa es el sector del Poder Ejecutivo encargado del área de salud.

## Historia

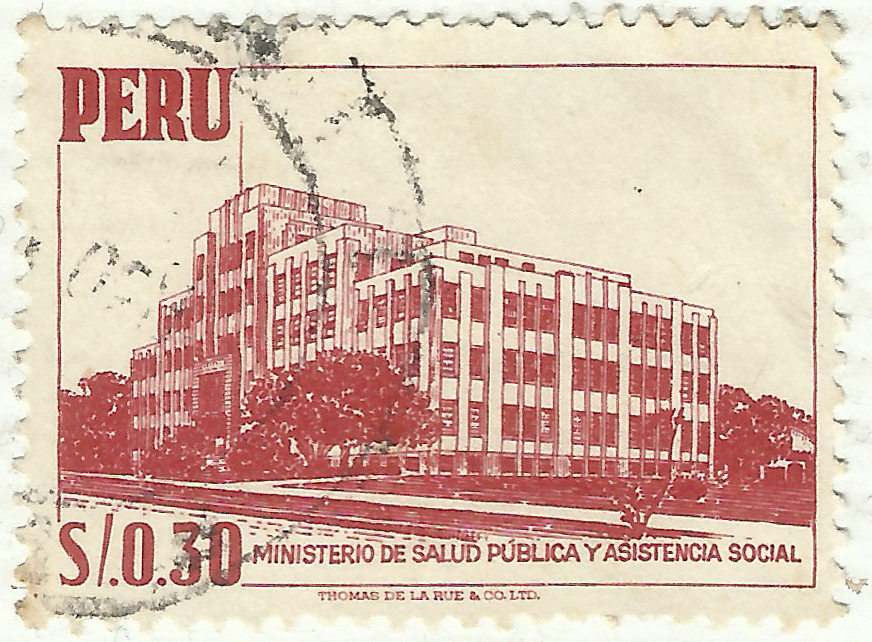
Edificio del Ministerio de Salud en un sello postal (1957).

Al conmemorarse el 50.º aniversario del fallecimiento del mártir de la medicina peruana Daniel Alcides Carrión, el 5 de octubre de 1935, fue promulgado el D. L. 8124, creando el Ministerio de Salud Pública, Trabajo y Previsión Social. En el cual se integraron la antigua Dirección de Salubridad Pública, las secciones de Trabajo y Previsión Social, así como la de Asuntos Indígenas del Ministerio de Fomento. Confiriéndosele además las atribuciones del Departamento de Beneficencia del Ministerio de Justicia.
En 1942, adopta el nombre de Ministerio de Salud Pública y Asistencia y en 1968, la denominación que mantiene hasta la actualidad.
El primer titular de Salud fue el doctor Armando Montes de Peralta.

## Misión
El Ministerio de Salud tiene la misión de proteger la dignidad personal y social de la población, promoviendo la salud, previniendo las enfermedades y garantizando la atención integral de salud de todos los habitantes del país. Proponiendo y conduciendo los lineamientos de políticas sanitarias en concertación con todos los sectores públicos y los sectores sociales.

## Organización
- Viceministerio de Salud Pública
  - Dirección General de Políticas y Normatividad en Salud Pública
  - Dirección General de Intervenciones Estratégicas en Salud Pública: Dirección de Salud Mental
  - Dirección General de Promoción de la Salud y Gestión Territorial
  - Dirección General de Salud Ambiental e Inocuidad Alimentaria
  - Dirección General de Gestión del Riesgo de Desastres y Defensa Nacional en Salud
  - Centro Nacional de Epidemiología, Prevención y Control de Enfermedades
  - Escuela Nacional de Salud Pública
  - Dirección de Salud de Lima Metropolitana (DIRIS)
- Viceministerio de Prestaciones y Aseguramiento en Salud
  - Dirección General de Prestaciones de Salud
  - Dirección General de Aseguramiento en Salud
  - Dirección General de Infraestructura, Equipamiento y Mantenimiento
  - Dirección General de Gestión y Desarrollo de Recursos Humanos
  - Dirección General de Medicamentos, Insumos y Drogas (DIGEMID)
  - Centro Nacional de Abastecimiento de Recursos Estratégicos en Salud
- Secretaría General
  - Oficina General de Administración
  - Oficina General de Recursos Humanos
  - Oficina General de Tecnologías de la Información
  - Oficina General de Comunicaciones
  - Oficina General de Transparencia y Trámite Documentario
  - Oficina General de Planeamiento, Presupuesto y Modernización
  - Oficina General de Articulación y Coordinación
  - Oficina General de Asesoría Jurídica
  - Oficina General de Cooperación y Asuntos Internacionales
- Organismos Públicos y Programas
  - Instituto de Gestión de Servicios de Salud
  - Programa Nacional de Inversiones en Salud
- Consejo Nacional de Salud

## Órganos adscritos al Ministerio
- Instituto Nacional de Enfermedades Neoplásicas (INEN)
- Instituto Nacional de Salud (INS)
- Instituto Nacional de Salud del Niño (INSN)
- Superintendencia Nacional de Salud (SUSALUD)
- Seguro Integral de Salud - SIS
- Fondo Intangible Solidario de Salud (FISSAL)
- Programa Nacional de Inversiones en Salud (PRONIS)
- Programa Creación de Redes Integradas de Salud (PCRIS)